# 牛津大學聖貝納學堂
貝納學堂（St Benet's Hall ，簡稱：Benet's）是牛津大學的一所永久私人學堂。該學堂由本笃会建立于1897年，目的是為本篤會的修士提供世俗類課程。1918年它成爲正式的永久私人學堂，後世非信徒的學生佔據了多數，然而學堂仍然隷屬于修道院。2022年9月30日，學堂關閉。
在牛津大學的學院及學堂之中，該學堂是最晚接受女性入學的，2013年11月該學堂宣佈一旦新的宿舍完工，就會接受女性入學。

## 擴展閲讀
- Wansbrough, Henry; Marett-Crosby, Anthony (ed.), Benedictines in Oxford (London: Darton, Longman and Todd, 1997). ISBN 0-232-52176-X; ISBN 978-0-232-52176-4.

## 外部連接
- University of Oxford: St Benet's Hall （页面存档备份，存于）
- St Benet's Hall （页面存档备份，存于）
- St Benet's Hall Boat Club （页面存档备份，存于）